# Las Borregas
Las Borregas ist ein Ort im mexikanischen Bundesstaat Sonora im Gebiet des Municipio Nogales auf 1143 Metern Höhe. Bei der Volkszählung hatte Las Borregas drei Einwohner.